# アルカディウシュ・ミリク
アルカディウシュ・"アレク"・ミリク（ポーランド語: Arkadiusz Krystian "Arek" Milik、1994年2月28日 - ）は、ポーランド・シロンスク県ティヒ出身のサッカー選手。ポジションはFW。ユヴェントスFC所属。ポーランド代表。

## 経歴

### キャリア初期
ポーランドのロズヴォイ・カトヴィツェのユースチームでキャリアをスタートさせ、2010年10月23日、3部リーグでプロデビューを果たした。2011年7月1日、グールニク・ザブジェに移籍した。
2012年12月17日、ドイツ・ブンデスリーガのバイエル・レバークーゼンに移籍。契約期間は2018年夏まで。

### アヤックス
2014年5月15日、アヤックス・アムステルダムに買い取りオプション付きでのレンタル移籍が決定した。
2015年4月1日、アヤックスが買い取りオプションを行使し、ミリク本人とも完全移籍で合意したことを発表。4年間の契約を結び、引き続きアヤックスでプレイすることが決定した。2015-16シーズンには21得点を記録したが、フランク・デ・ブール監督の求めるストライカー像からは程遠かったことで移籍市場の度に代役獲得が噂され、トップゲームではスタメンを外され、途中交代も多かった。勝利すれば優勝だった2015-16シーズン最終節のデ・フラーフスハップ戦でも1-1の後半途中に交代させられ、シーズン後には「デ・ブールからは決して信頼を得られなかった」と不満を公言した。

### ナポリ
UEFA EURO 2016で評価を高めたミリクは、ユヴェントスへ移籍金9000万ユーロで去ったゴンサロ・イグアインの後釜として、2016年8月1日にSSCナポリへ移籍。玉突き移籍によってナポリがミリクに提示した移籍金は3200万ユーロという高額で、ポーランド人選手として史上最高額の移籍金となり、特にミリクへの評価が高くはなかったオランダでは大きな驚きとなった。2016年8月27日のミラン戦ではセリエA初ゴールを含む2得点を記録するなど好調な滑り出しを見せたが、10月の代表戦で左膝前十字靭帯を断裂し長期離脱を強いられた。
復帰後、2019年12月チャンピオンズリーググループステージのKRCヘンク戦でハットトリックを達成、ナポリの決勝トーナメント進出に貢献した。

### マルセイユ
2021年1月21日、オリンピック・マルセイユに買取オプション付きの18か月のレンタル移籍で加入することが発表された。1年目は15試合で9ゴールを挙げるも、加入2年目は12試合1ゴールと活躍出来ずにいたが、2月4日のアンジュとの対戦でハットトリックをした。18か月のレンタル移籍の後マルセイユが買い取りオプションを行使し、完全移籍した。

### ユヴェントス
2022年8月26日、ユヴェントスFCに2023年6月30日までのレンタルで移籍した。700万ユーロの買取オプション付きである。背番号は、憧れであるティエリ・アンリが好んで付けていた14番を選択した。

### 代表
ポーランド代表として各年代でプレーし、2012年10月12日、南アフリカ戦でA代表デビューを果たした。2012年12月14日のマケドニアとの親善試合で代表初得点を挙げた。
2018年の2018 FIFAワールドカップロシア大会にもグループステージのセネガル戦に途中出場した。

## プレースタイル・評価
- ポーランド代表として出場したUEFA EURO 2016でのプレーを見たラファエル・ファン・デル・ファールトはミリクについて「トップレベルでやるにはボールを持った時の能力が不十分。オランダでのアヤックスでは多くのチャンスを得られるため自ずとゴール数も多くなる」と解説した[18]。
- アヤックス時代にオランダでのミリクは過小評価されていると語っていたケネス・ペレスはナポリへの移籍に際し、「アヤックスにとっては良い9番だったが、特別に優れた9番では無い。彼の価値は7～900万ユーロくらいだろう。それ以上では決して無い。オランダではミリクは過小評価されていたが、今の彼は大きく過大評価された。この移籍金は史上最もクレイジーだと思う」と語った[19]。

## 個人成績
| クラブ                   | シーズン | リーグ | リーグ | カップ | カップ | UEFA | UEFA | 通算 | 通算 |
| クラブ                   | シーズン | 出場   | 得点   | 出場   | 得点   | 出場 | 得点 | 出場 | 得点 |
| ------------------------ | -------- | ------ | ------ | ------ | ------ | ---- | ---- | ---- | ---- |
| ロズヴォイ・カトヴィツェ | 2010-11  | 10     | 4      | -      | -      | -    | -    | 10   | 4    |
| グールニク・ザブジェ     | 2011-12  | 24     | 4      | 1      | 0      | -    | -    | 25   | 4    |
| グールニク・ザブジェ     | 2012-13  | 14     | 7      | 1      | 1      | -    | -    | 15   | 8    |
| グールニク・ザブジェ     | 通算     | 38     | 11     | 2      | 1      | 0    | 0    | 40   | 12   |
| レバークーゼン           | 2012-13  | 6      | 0      | 0      | 0      | 2    | 0    | 8    | 0    |
| アウクスブルク           | 2013-14  | 18     | 2      | 2      | 0      | -    | -    | 20   | 2    |
| アヤックス               | 2014-15  | 21     | 11     | 3      | 8      | 9    | 4    | 33   | 23   |
| アヤックス               | 2015-16  | 31     | 21     | 2      | 0      | 9    | 3    | 42   | 24   |
| アヤックス               | 通算     | 52     | 32     | 5      | 8      | 18   | 7    | 75   | 47   |
| 総通算                   | 総通算   | 124    | 49     | 9      | 9      | 20   | 7    | 153  | 65   |

## 代表歴

### 出場大会
- ポーランド代表
  - 2018 FIFAワールドカップ
  - 2022 FIFAワールドカップ

### 試合数
- 国際Aマッチ 72試合 17得点（2012年-）[20]

| ポーランド代表 | 国際Aマッチ | 国際Aマッチ |
| 年             | 出場        | 得点        |
| -------------- | ----------- | ----------- |
| 2012           | 4           | 1           |
| 2013           | 2           | 0           |
| 2014           | 8           | 5           |
| 2015           | 8           | 4           |
| 2016           | 11          | 1           |
| 2017           | 3           | 1           |
| 2018           | 9           | 1           |
| 2019           | 4           | 1           |
| 2020           | 7           | 1           |
| 2021           | 5           | 1           |
| 2022           | 6           | 0           |
| 2023           | 5           | 1           |
| 2024           |             |             |
| 通算           | 72          | 17          |

### 得点
| #  | 開催日         | 開催地                                                | 対戦国         | スコア | 結果 | 大会                                    |
| -- | -------------- | ----------------------------------------------------- | -------------- | ------ | ---- | --------------------------------------- |
| 1  | 2012年12月14日 | アンタルヤ、マルダン総合競技場                        | 北マケドニア   | 1–0    | 4–1  | 親善試合                                |
| 2  | 2014年6月6日   | グダニスク、PGEアリーナ                               | リトアニア     | 1–1    | 2–1  | 親善試合                                |
| 3  | 2014年10月11日 | ワルシャワ、ワルシャワ国立競技場                      | ドイツ         | 1–0    | 2–0  | UEFA EURO 2016予選                      |
| 4  | 2014年10月14日 | ワルシャワ、ワルシャワ国立競技場                      | スコットランド | 2–2    | 2–2  | UEFA EURO 2016予選                      |
| 5  | 2014年11月14日 | トビリシ、ボリス・パイチャーゼ・スタジアム            | ジョージア     | 0–4    | 0–4  | UEFA EURO 2016予選                      |
| 6  | 2014年11月18日 | ヴロツワフ、ヴロツワフ市立競技場                      | スイス         | 2–1    | 2–2  | 親善試合                                |
| 7  | 2015年6月13日  | ワルシャワ、ワルシャワ国立競技場                      | ジョージア     | 1–0    | 4–0  | UEFA EURO 2016予選                      |
| 8  | 2015年9月7日   | ワルシャワ、ワルシャワ国立競技場                      | ジブラルタル   | 5–0    | 8–1  | UEFA EURO 2016予選                      |
| 9  | 2015年9月7日   | ワルシャワ、ワルシャワ国立競技場                      | ジブラルタル   | 7–0    | 8–1  | UEFA EURO 2016予選                      |
| 10 | 2015年11月17日 | ヴロツワフ、ヴロツワフ市立競技場                      | チェコ         | 1–0    | 3–1  | 親善試合                                |
| 11 | 2016年6月12日  | ニース、スタッド・ド・ニース                          | 北アイルランド | 1–0    | 1–0  | UEFA EURO 2016                          |
| 12 | 2017年9月4日   | ワルシャワ、ワルシャワ国立競技場                      | カザフスタン   | 1–0    | 3–0  | 2018 FIFAワールドカップ・ヨーロッパ予選 |
| 13 | 2018年11月20日 | ギマランイス、エスタディオ・D. アフォンソ・エンリケス | ポルトガル     | 1–1    | 1–1  | UEFAネーションズリーグ2018-19           |
| 14 | 2019年10月13日 | ワルシャワ、ワルシャワ国立競技場                      | 北マケドニア   | 2–0    | 2–0  | UEFA EURO 2020予選                      |
| 15 | 2020年10月7日  | グダニスク、PGEアリーナ                               | フィンランド   | 5–1    | 5–1  | 親善試合                                |

## タイトル

### クラブ
SSCナポリ
- コッパ・イタリア：1回 (2019-20)

ユヴェントス
- コッパ・イタリア：1回 (2023-24)